# Ryu Seung-soo
Đây là một tên người Triều Tiên, họ là Ryu.
Ryu Seung-soo (sinh ngày 12 tháng 8 năm 1971) là một diễn viên Hàn Quốc. Ryu đóng phim lần đầu vào năm 1997 với vai nhỏ trong bộ ba phim của Park Chan-wook Trio, và đã làm diễn viên phụ trong điện ảnh và truyền hình kể từ đó. Trong các phim nổi bật của anh có hài kịch sư-chống-lưu manh Hi! Dharma! (2001), "kimchi" western The Good, the Bad, the Weird (2008), và phim chiến tranh Triều Tiên The Front Line (2011). Anh cũng xuất hiện trên truyền hình trong loạt kịch Hàn Quốc Evasive Inquiry Agency (cũng có tên gọi Four Gold Chasers, 2007), revenge drama The Chaser (2012), và saga Empire of Gold (2013).
Dù là một trong những dự án ban đầu của anh, phim 2002 melodrama Bản tình ca mùa đông nằm trong số các vai diễn của Ryu được biết nhiều hơn bên ngoài Hàn Quốc, khiến cho loạt phim này phổ biến khắp châu Á. Năm 2009, anh lặp lại nhân vật của mình qua vai trò lồng tiếng trong phim hoạt hình dựa trên bộ phim này Anime bản tình ca mùa đông.
Ryu viết hồi ký Don't Be an Actor Like Me, xuất bản năm 2009.

## Danh sách phim

### Phim
- The Winter of the Year was Warm (2012)
- Doomsday Book (2012)
- The Front Line (2011)
- Battlefield Heroes (2011)
- Finding Mr. Destiny (2010)
- Second Half (2010)
- The Good, the Bad, the Weird (2008)- Man-gil
- My New Partner (2008)
- Forever the Moment (2008) (cameo)
- Happiness (2007)
- Meet Mr. Daddy (2007)
- 200 Pounds Beauty (2006) (cameo)
- All for Love (2005) (cameo)
- You Are My Sunshine (2005)
- April Snow (2005)[11]
- Mr. Gam's Victory (2004)
- The President's Barber (2004)
- If You Were Me (2003)
- Once Upon a Time in a Battlefield (2003)
- Oh! Brothers (2003)
- Double Agent (2003)
- Conduct Zero (2002)
- Surprise Party (2002)
- Hi! Dharma! (2001)
- Say Yes (2001)
- A Growing Business (1999)
- Art Museum by the Zoo (1998)
- Rub Love (1998)
- Trio (1997)

### Loạt phim truyền hình
- My Beautiful Bride (OCN, 2015)
- Shine or Go Crazy (MBC, 2015)
- Punch (SBS, 2014) (cameo)
- Wonderful Days (KBS2, 2014)
- Empire of Gold (SBS, 2013)
- Drama Special "Sirius" (KBS2, 2013)
- Mom Is Acting Up (MBC, 2012)
- The Chaser (SBS, 2012)
- Just You  (KBS1, 2011)
- Deep Rooted Tree (SBS, 2011)
- Drama Special "Princess Hwapyung's Weight Loss" (KBS2, 2011)[12]
- Lie to Me (SBS, 2011)
- Winter Sonata Anime (SKY PerfecTV!, 2009)
- High Kick Through the Roof (MBC, 2009) (cameo, ep 26)
- General Hospital 2 (MBC, 2008)
- Evasive Inquiry Agency  (KBS2, 2007)
- Several Questions That Make Us Happy (KBS2, 2007)
- Thank You (MBC, 2007)
- Cute or Crazy (SBS, 2005)
- MBC Best Theater "내가 사랑하는 너" (MBC, 2003)
- Sang Doo! Let's Go to School (KBS2, 2003)
- Scent of a Man (MBC, 2003)
- Sundeok (MBC, 2003)
- Winter Sonata (KBS2, 2002)

### Chương trình thực tế
- Running Man (tập 192-194) (SBS, 2014)
- Running Man (tập 204) (SBS, 2014)
- Law of the Jungle ở Yap Islands (SBS, 2015)

## Sách
- Don't Be an Actor Like Me (나 같은 배우 되지 마; 2009)

## Giải thưởng
- 2014 3rd APAN Star Awards: Best Supporting Actor (Wonderful Days)